# أليخاندرو لوبيز (متسابق مشي)
أليخاندرو لوبيز (بالإسبانية: Alejandro López)‏ هو منافس ألعاب قوى مكسيكي متخصص في سباق المشي، ولد في 9 فبراير 1975.

## وصلات خارجية
- أليخاندرو لوبيز على موقع الاتحاد الدولي لألعاب القوى (الإنجليزية)